# Funambulus pennantii
Funambulus pennantii є видом гризунів родини Sciuridae. Деякі органи визнають два підвиди, F. p. pennantii і F. p. argentescens. Це напівдеревний вид, який зустрічається в тропічних і субтропічних сухих листяних лісах і багатьох інших сільських і міських середовищах існування. Це звичайний вид із широким ареалом, і Міжнародний союз охорони природи оцінив його природоохоронний статус як «найменше занепокоєний».

## Розповсюдження
Він зустрічається на Андаманських островах, Нікобарських островах (де він був завезений), Індії, Непалі, Бангладеш, Пакистані та Ірані. В Індії він досить поширений у містах, навіть у великих містах, таких як Делі та Калькутта.
Північна пальмова вивірка — дуже адаптивний вид. Зустрічається в тропічних і субтропічних сухих листяних лісах, гірських лісах до висоти 4000 м, чагарниках, плантаціях, луках, орних землях, сільських садах і міських районах.

## Морфологічні особливості
Північна пальмова вивірка досягає довжини голови та тулуба приблизно від 13,4 до 15,5 сантиметрів і важить приблизно від 95 до 105 грамів. Хвіст має довжину від 13,0 до 13,5 сантиметрів і тому трохи коротший за решту тіла. Зверху тварини темно-коричневі з п'ятьма світлими спинними смугами, середня з яких тягнеться до верхівки хвоста. Бічні смуги тягнуться від вуха до основи хвоста, а на голові є ще дві смуги, одна з яких тягнеться від ока до вуха, а друга — від вуха під оком до морди.

## Спосіб життя
Тварини ведуть денний спосіб життя і живуть переважно на гілках кущів і дерев. Вони харчуються рослинами, комахами (особливо термітами) і дрібними птахами, якщо їм вдається їх зловити. Вони також збирають мед із неохоронюваних популяцій бджіл. Вони будують кругле гніздо, яке розміщують у дуплах дерев, на гілках дерев, між пальмовим листям або на будівлях.
Цей вид розмножується протягом року, особливо в березні та квітні та липні-серпні. Поведінка залицяння складається з гонитви, під час якої самці бігають за самками, спеціальних шлюбних криків і взаємного догляду. Це триває близько доби, і протягом цього часу самка спаровується чотири-п'ять разів з одним або кількома самцями. Виводок складається з двох-чотирьох безшерстих молодих тварин, які мають довжину голови й тіла приблизно від 4 до 5 сантиметрів із хвостом від одного до 2 сантиметрів. Молоді тварини відкривають очі через 10–15 днів, а самиця доглядає за дитинчатами приблизно 25–30 днів.